# LMS classe 2P
Les locomotives Classe 2P no 563-700 du London, Midland and Scottish Railway sont des locomotives à vapeur de disposition d'essieux 220 « American » (4-4-0 dans la nomenclature britannique) utilisées en service voyageurs par le London, Midland and Scottish Railway et les British Railways. Dotées de deux cylindres à simple expansion et de roues de (6 pieds 9 pouces, (plus de deux mètres), elles sont une version plus moderne de la classe 483 du Midland Railway, l'un des constituants du LMS.

## Historique

### Origines
À la création du London, Midland and Scottish Railway en 1923, les locomotives des compagnies constituantes sont intégrées aux effectifs qui comprennent alors plusieurs séries de locomotives de disposition 120, 220 voire 211 datant du XIXe siècle. Faisant face à des problèmes similaires dans les années 1910-1920, le Midland Railway avait chargé son ingénieur en chef Henry Fowler (en) de reconstruire 157 locomotives datant de 1882 à 1901 (Midland Railway classe 483). Une chaudière à surchauffeur Schmidt avait remplacée celle à vapeur saturée installée quelques années auparavant en remplacement de la chaudière d'origine ; les cylindres et les roues motrices étaient également neufs tout comme de nombreuses pièces importantes.
Comme celles dont elles sont issues, ces locomotives reconstruites avaient une puissance relativement modeste, jugée suffisante par le Midland Railway qui favorisait le matériel moteur de petites dimensions, remorquant des trains de voyageurs légers, donc très rapides, plutôt que de construire des locomotives de grande puissance remorquant des express, moins nombreux, emportant davantage de voyageurs. L'inauguration en 1879 de la ligne de Settle à Carlisle (en), au relief très tourmenté, impose d’employer deux locomotives en tête des express, voire une troisième en pousse.
La mise au point de locomotives plus modernes et puissantes (les 700-779 ainsi que les futures 1000-1044) ne remet pas en question cette philosophie mais répond à l'accroissement du poids des trains de voyageurs et à la course à la vitesse. Le regroupement de plusieurs compagnies qui donnera naissance au London, Midland and Scottish voit les thèses du Midland perdurer jusqu'en 1927, alors que les autres réseaux intégrés disposaient de Ten Wheel ou de 220 de forte puissance. Cette année-là, le LMS réceptionne les premières ten wheel de sa conception : la classe Royal Scot.
Le service des trains locaux rapides nécessite néanmoins la commande de nouvelles machines à deux essieux moteurs de puissance modérée. Henry Fowler fait le choix de partir de la base éprouvée de la classe 483.

### Mise au point

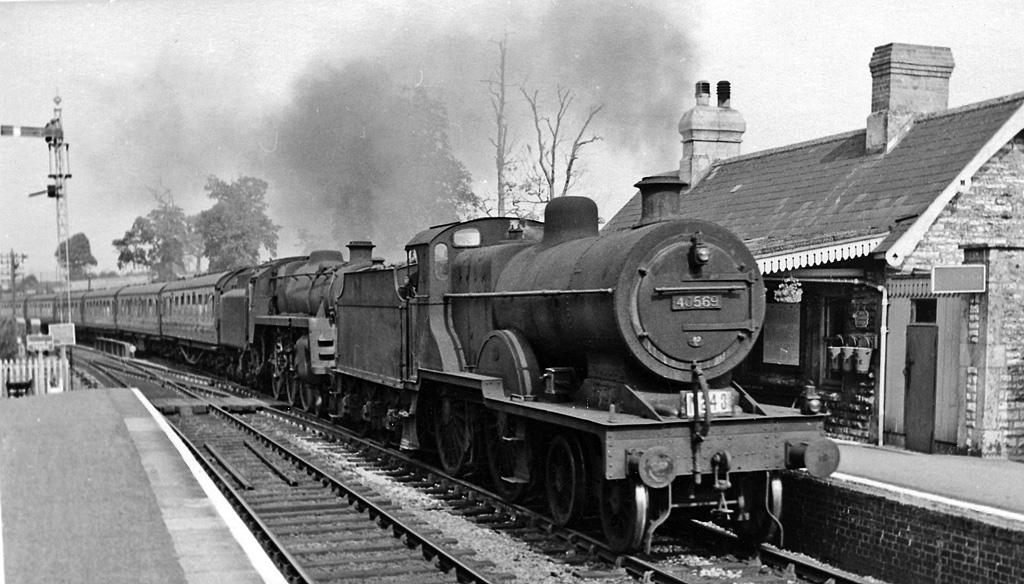
Double traction de la 40569 et d'une ten wheel Class 5MT de 1954 en tête d'un express de Sheffield à Bournemouth sur la ligne du Somerset & Dorset en 1959.

Les nouvelles locomotives reprennent la chaudière de type G7S à surchauffeur Schmids qui avait déjà été choisie pour les "483" mais la pression maximale est désormais de 180 livres-force par pouce carré (PSI) contre 160 tandis que le diamètre des cylindres est ramené de 20.5 à 19 pouces (483 mm) et celui des roues de 7 pieds ¹⁄₂ pouce à 6 pieds 9 pouces (2,057 m) améliorant sensiblement l'adhérence à une époque où ces petites 220 ne sont pas appelées à remorquer les express les plus importants. Les instruments de chaudière sont également réduits[pas clair].
La numérotation des nouvelles venues est à la suite directe des dernières "483", débutant à 563 et allant jusqu'à 700. Elles sont classées dans le groupe de puissance 2P qui regroupe aussi les "483" ainsi que de nombreuses 220 issues des réseaux ayant donné naissance au LMS.
Plusieurs locomotives ont porté le même numéro :
- la 572 de 1928 était un prototype équipé de valves d'échappement Owen, elle sera prestement renumérotée 600 et remplacée par une deuxième 572 construite la même année ;
- les 575-576 et la 580 ont été transférées au Somerset and Dorset Joint Railway (en) (exploité conjointement par le Midland et la London and South Western Railway (en)) en 1928 où elles porteront les numéros 44 à 46 tandis que le Midland ré-attribue leurs matricules d'origine à trois nouvelles locomotives livrées en 1929 ;
- en 1930, la fermeture des ateliers du Somerset & Dorset conduit à la réintégration des locomotives au sein du LMS. Elles perdent leur livrée bleu foncé et les 44-46 reçoivent les numéros 634-636 à la suite des exemplaires déjà en service, celles livrées par après étant immatriculées 637 à 700.

Construites de 1928 à 1932, elles sont assemblées dans les anciens ateliers du Midland situés à Derby, sauf les 636-660 et 686-700 réalisées par les ateliers LMS de Crewe (ex-London and North Western Railway).
En 1933, les 633 et 653[réf. souhaitée] sont dotées d'un réchauffeur d'eau Dabeg.

### Carrière et services effectués
Elles sont exploitées sur l'ensemble du réseau du LMS, y compris le chemin de fer du Somerset au Dorset.
Dans un contexte où les trains du LMS se sont fortement alourdis par rapport au réseau du Midland, elles sont aussi utilisées en double traction avec des locomotives plus puissantes de disposition ten-wheel voire pacific lorsque la puissance de ces dernières ne suffit pas. En tête des locaux trains les plus légers, elles contribuent au retrait de 220 plus anciennes datant du XIXe siècle.
Les 591 et 639 sont radiées après une collision frontale survenue à Glasgow où 9 occupants perdent la vie.
Les 136 exemplaires restants sont encore à l'effectif lors de la nationalisation des compagnies privées en 1948. Les British Railways leur donnent les numéros entre 40563 à 40700. Mis à part deux locomotives radiées respectivement en 1954 et 1957, les 2P construites par le LMS sont radiées de 1959 à 1962. Aucune n'a été préservée.
Les dernières locomotives classe 483 se sont éteintes la même année, une partie ayant déjà disparu avant 1948.

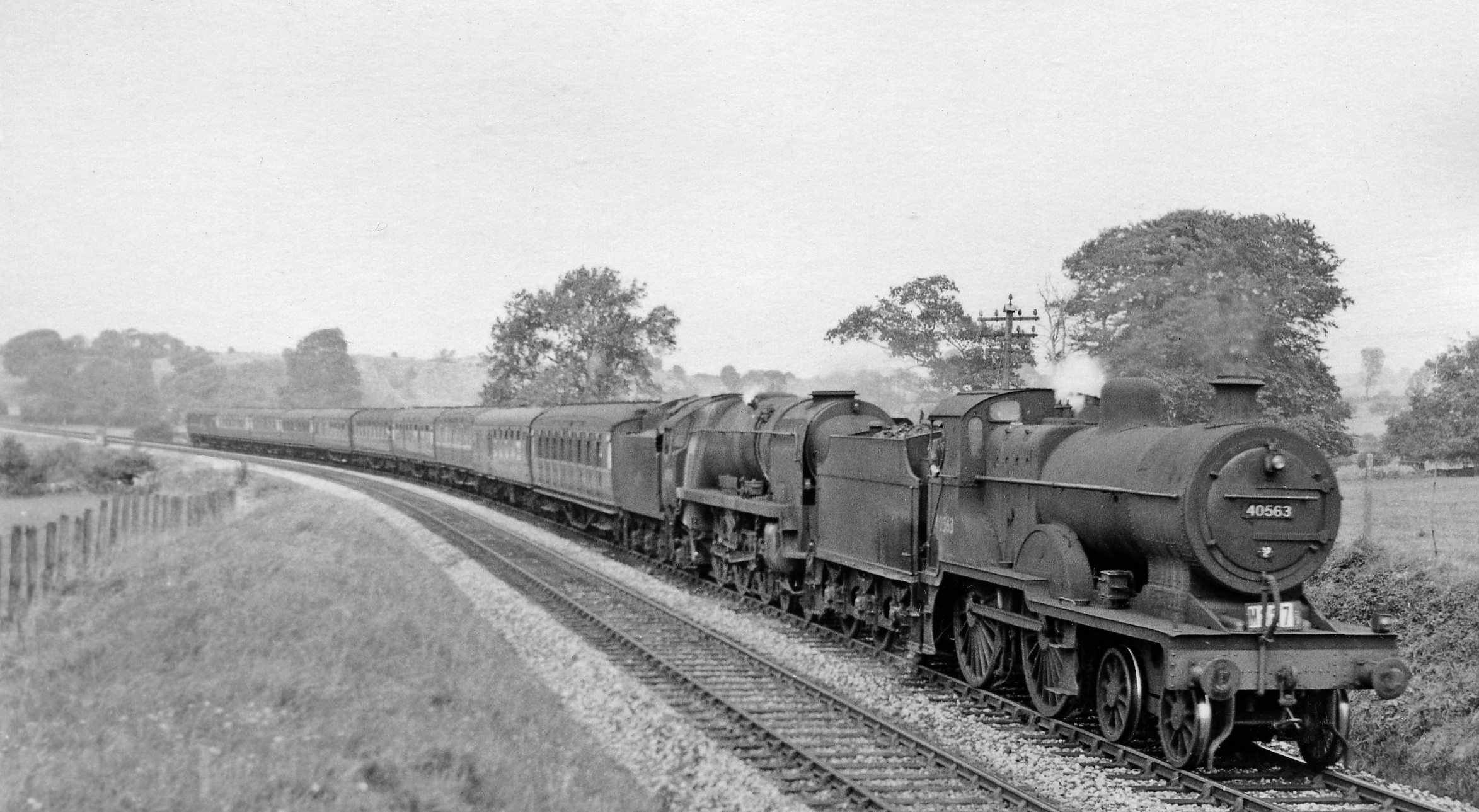
La 40563 assiste une Pacific du Southern Railway en tête d'un express de Nottingham à Bournemouth sur la ligne du Somerset & Dorset (1959).
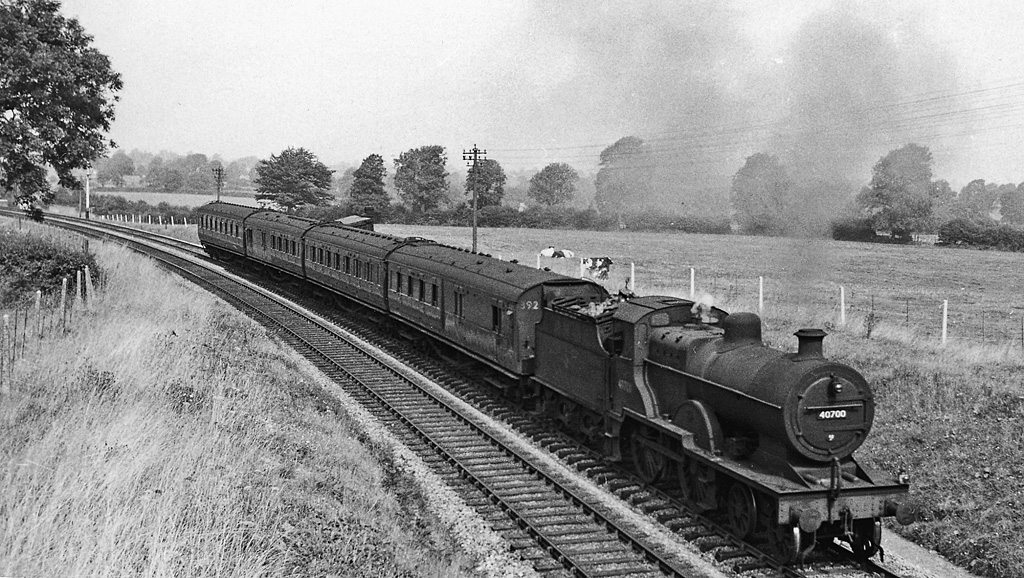
La 40700 (dernière de la série) en tête d'un semi-direct franchissant le sommet de Masbury du chemin de fer Somerset & Dorset (1959). Il assure un semi-direct de Bath à Tempelcombe.
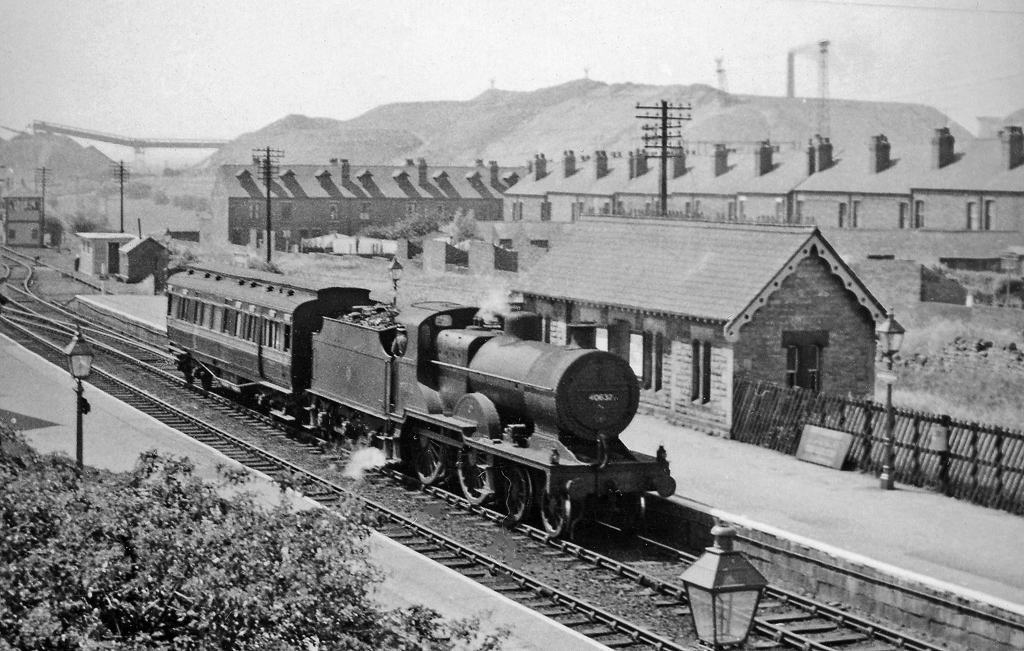
Train d'inspection en gare de Shirebrook West (1957).
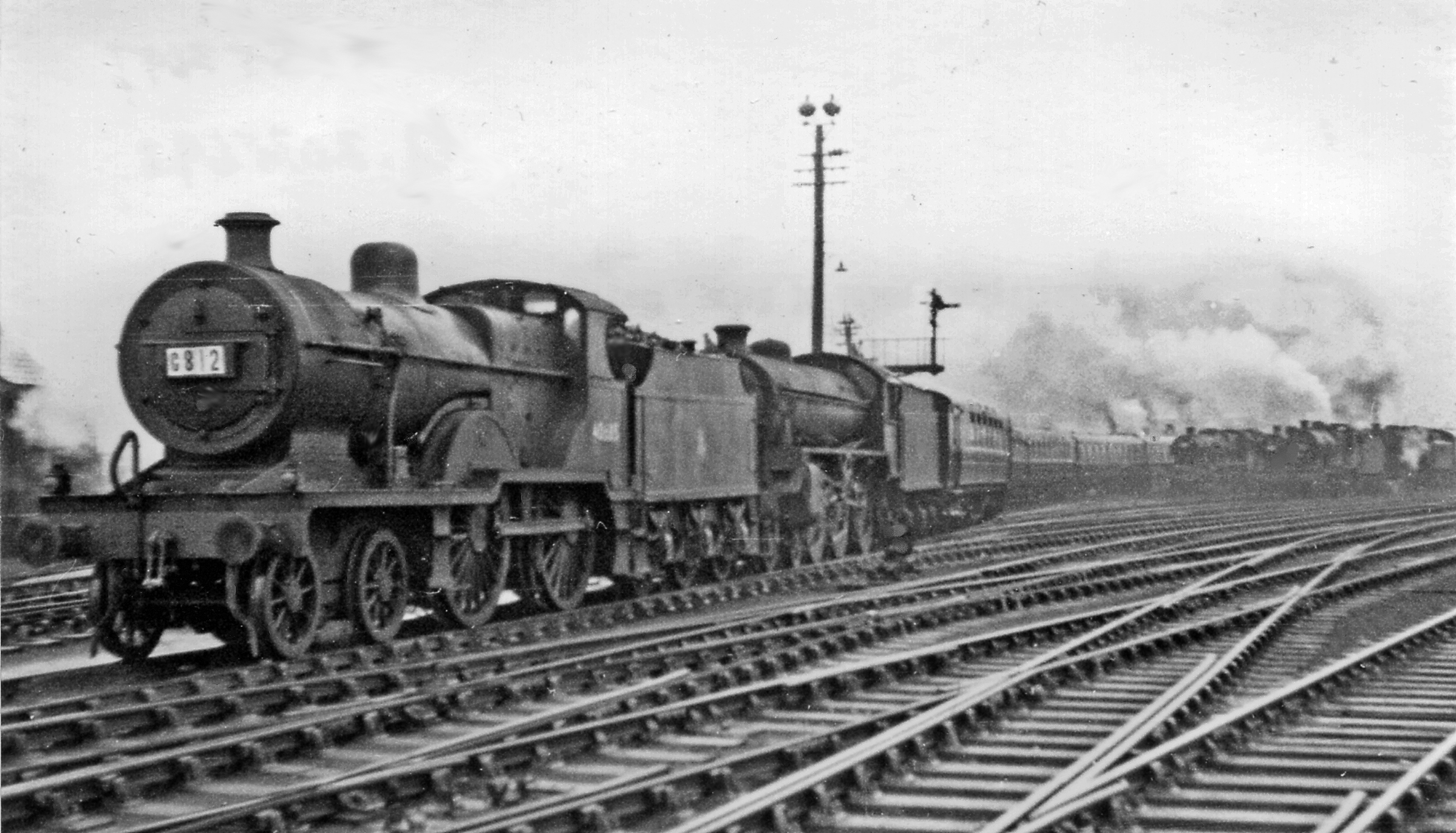
Trains spéciaux à l'occasion de la course hippique du Grand National à Aintree. La 40615 assiste une B1 ex-LNER.